# Dowlish Wake
Dowlish Wake – wieś w Anglii, w hrabstwie Somerset, w dystrykcie (unitary authority) Somerset. Leży 64 km na południe od miasta Bristol i 204 km na zachód od Londynu. W 2002 miejscowość liczyła 293 mieszkańców.